# Martín Zabala (Leichtathlet)
Martín Zabala (* 21. August 1999) ist ein chilenischer Sprinter, der sich auf die 400-Meter-Distanz spezialisiert hat.

## Sportliche Laufbahn
Erste internationale Erfahrungen sammelte Martín Zabala im Jahr 2022, als er bei den Südamerikaspielen in Asunción mit der chilenischen 4-mal-400-Meter-Staffel in 3:10,00 min den vierten Platz belegte. Im Jahr darauf schied er bei den Südamerikameisterschaften in São Paulo mit 47,57 s im Vorlauf über 400 Meter aus und belegte mit der Staffel in 3:14,96 min den sechsten Platz. Anschließend gelangte er bei den Panamerikanischen Spielen in Santiago de Chile mit 3:28,77 min auf den siebten Platz in der Mixed-Staffel und wurde auch mit der Männerstaffel in 3:12,40 min Siebter. 2024 belegte er bei den Ibero-Amerikanischen Meisterschaften in Cuiabá in 3:27,06 min den vierten Platz in der Mixed-Staffel und wurde mit der Männerstaffel disqualifiziert. Im Jahr darauf belegte er bei den Südamerikameisterschaften in Mar del Plata in 3:13,04 min und 3:24,13 min jeweils den vierten Platz mit der Männerstaffel und in der Mixed-Staffel.
In den Jahren 2022, 2024 und 2025 wurde Zabala chilenischer Meister im 400-Meter-Lauf.

## Persönliche Bestleistungen
- 200 Meter: 21,99 s (+0,9 m/s), 16. Oktober 2021 in Santiago de Chile
- 400 Meter: 46,85 s, 15. April 2023 in Santiago de Chile